# 印度支那豹
印度支那豹（学名：Panthera pardus delacouri）也称華南豹，是豹的一个亚种，分布在中国雲南和秦嶺以及越南、寮國、泰國、緬甸、柬埔寨、马来半岛等地，是一種分布在中南半島及華南的豹。

## 生物特征
印度支那豹体长介於1.3－1.75米之間，尾長約0.9－1米。印度支那豹的數量可能較華北豹稀少，中國的數量稀少，當局已經加強保護，將印度支那豹列為國家一級保護動物。

## 栖息地
印度支那豹棲息在雨林、山地、原始森林，善於爬樹及游泳，會守候在樹上，等待水鹿、羚羊、野牛、野豬經過再飛撲而下咬住獵物頸部使其窒息而死。
香港早期也有印度支那豹生存，如香港大學的香樂思教授曾報導於1931年一隻於涌尾 (船灣)以捕獸器捕獲的豹，並於沙頭角警署短暫存放獸皮。但香港的豹已於1930年代滅絕。及後據說於1940年代有人在大嶼山發現豹子，但從未獲得證實。